# Alcatraz (locale)
L'Alcatraz è una discoteca e un locale per concerti di Milano; inaugurato nel 1998, ha ospitato artisti italiani e internazionali.

## Storia
Il locale si trova in via Valtellina 25, in un edificio costruito nel 1946 e adibito prima a officina meccanica e poi a magazzino spedizioni.
Tra il 1997 e il 1998 fu effettuata la radicale ristrutturazione dell'edificio, che lo trasformò in uno spazio polifunzionale di oltre 3 000 metri quadrati per eventi e spettacoli musicali con una capienza di circa 3000 persone.
Aperto nel 1998 da Roberto Citterio ed Enrico Rovelli, fu diretto da quest'ultimo fino al 2002.
Il 24 giugno 2001 venne trasmesso dal locale un gala di Telemontecarlo, condotto da Fabio Fazio e Luciana Littizzetto, nel quale si sancì ufficialmente la nascita del canale televisivo LA7.